# Адамович, Владимир Дмитриевич
Влади́мир Дми́триевич Адамо́вич (29 мая 1872, Москва — 1941, Москва) — русский и советский архитектор, реставратор, преподаватель, один из ярких представителей московского модерна и неоклассицизма.

## Биография
Происходил из дворянской семьи. Родился 29 мая 1872 года в Москве. Окончил Калужскую гимназию.
В 1888—1898 годах учился Московском училище живописи, ваяния и зодчества (МУЖВЗ), окончив его с малой серебряной медалью. Участь в училище, в 1893—1898 годах работал помощником Ф. О. Шехтеля, участвуя в постройках по его проектам особняков З. Г. Морозовой, Н. В. Кузнецова, собственного особняка Шехтеля в Ермолаевском переулке. Вернувшись в 1900 году в МУЖВЗ, получил за выполненную программу большую серебряную медаль и звание классного художника архитектуры. В это же время поступил на работу техником в Строительное отделение Московского городского правления. Имел большую строительную практику. С 1909 года соавтором во многих проектах В. Д. Адамовича был архитектор В. М. Маят.
После октябрьской революции занимался преподавательской и консультационной работой, в 1930 году осуществлял реставрацию дома М. П. Губина на Петровке, построенного архитектором М. Ф. Казаковым. В годы НЭПа совместно с И. П. Машковым учредил арендно-строительное акционерное общество «Строитель», специализирующееся на постройке разного рода зданий и сооружений. Член Союза архитекторов СССР с 1932 года.
Жил в Москве по адресу: Большой Николопесковский переулок, д. 28. кв. 5 (1920-е — 1930-е). Скончался в Москве в 1941 году.
Исследователь московского модерна, доктор искусствоведения М. В. Нащокина называет шедеврами такие постройки В. Д. Адамовича, как особняк Второва, здания при фабрике И. Коновалова в Вичуге и главный дом усадьбы И. В. Морозова «Иславское».

## Проекты и постройки В. Д. Адамовича
- Участие в строительстве особняка Ф. О. Шехтеля, помощник Ф. О. Шехтеля (1893—1898, Москва, Ермолаевский переулок, 28)[сн 1];
- Участие в строительстве дома Н. В. Кузнецовой, помощник Ф. О. Шехтеля (1896, Москва, проспект Мира, 43а);
- Участие в строительстве особняка З. Г. Морозовой, помощник Ф. О. Шехтеля (1896, Москва, Спиридоновка, 17);
- Участие в строительстве доходного дома В. Г. Малич, помощник Ф. О. Шехтеля (1898, Москва, Садовая-Самотёчная улица, 6);
- Усадьба Зельина-Безсоновой (XIX век, Москва, Гончарная улица, 35/5)[11];
- Жилой дом Военного ведомства (1900, Москва, Комсомольский проспект, 7, стр. 2)[12];
- Фабрика, конюшня и коровник во владении Товарищества братьев Носовых (1902, Москва, Малая Семёновская улица, 5-7);
- Усадьба В. П. Берга (1904, Наро-Фоминский район Московской области, с. Первомайское), практически утрачена[13];
- Особняк В. К. Мельникова (1904—1905, Москва, Волков переулок, 15);
- Пристройка к особняку Н. А. и К. А. Протопоповых (1905, Москва, Гранатный переулок, 13);
- Храм Ватопедской иконы Божией матери «Отрада и Утешение» (1906—1909, Москва, Улица Поликарпова, 16);
- Производственный корпус фабрики «Товарищества Зуевской мануфактуры И. Н. Зимина» (1907, Орехово-Зуевский район Московской области, г. Дрезна, ул. Зимина, 1);
- Доходный дом М. Журавской (1907, Москва, Денежный переулок, 12);
- Доходный дом С. М. Виноградова (1907, Москва, Новослободская улица, 14), не сохранился;
- Старообрядческий Храм во имя Покрова Пресвятыя Богородицы, совместно с В. М. Маятом, Ф. О. Шехтелем, Ю. И. Чаговцом (1907—1911, Москва, Турчанинов переулок, 4, стр. 1[14];
- Особняк Трындиной (1908, Москва, Зубовская улица, 3/1), не сохранился;
- Вилла Н. П. Рябушинского «Чёрный лебедь», совместно с В. М. Маятом (1908, Москва, Петровский парк, Нарышкинская аллея, 5), частично сгорела в 1913 году, восстановлена с изменениями следующим владельцем Л. А. Манташевым (архитектор А. Г. Измиров);
- Дачи Ю. В. Носовой (1909, Москва, Сокольники, 6-й Лучевой просек), не сохранился;
- Железобетонный водонапорный резервуар на фабрике «Товарищества Зуевской мануфактуры И. Н. Зимина» (1909, Орехово-Зуевский район Московской области, г. Дрезна, ул. Зимина, 1);
- Проект особняка П. С. Оконишникова, совместно с В. М. Маятом (1900-е, ?);
- Дом управляющего фабрикой Товарищества Юрьево-Польской мануфактуры (1900-е);
- Церковь Святого Николая на Варгунихиной горе старообрядческой Николо-Смоленской общины, совместно с В. М. Маятом (1911, Москва, Смоленская улица, 10, западная часть), разобрана в 1930-х годах[15];
- Родильный приют, больница, ясли, докторский корпус и другие постройки при фабрике Товарищества И. и А. Коновалова, совместно с И. В. Жолтовским и П. П. Малиновским (1911, Вичуга);
- Особняк А. И. Зимина (1911—1912, Москва, Гончарная улица, 34/11 — Пятый Котельнический переулок, 11/34);
- Проект дома А. Г. Карпова в имении Сушнево, совместно с В. М. Маятом (1911, Петушинский район Владимирской области, Сушнево-1), осуществлён по другому проекту, принадлежность которого Адамовичу, по мнению М. В. Нащокиной, не исключена, но не установлена документально;
- Главный дом, дом управляющего, дом для служащих, электрическая станция, конюшня, каретный сарай, автомобильный гараж, птичник, баня, молочная, коровник, сараи, ледник в усадьбе С. П. Рябушинского «Степино», совместно с В. М. Маятом (1911—1912, Балашихинский городской округ, в 3 км от платформы Кучино), сохранилось только здание электрической станции;
- Храм-памятник литовскому князю К. К. Острожскому (1912—1913, Вильнюс, Улица Йоно Басанавичяус, 27);
- Загородный дом И. Н. и Р. Н. Лопатиных (1912, Одинцовский район Московской области, с. Аниково), не сохранился;
- Императорский Московский археологический институт имени императора Николая II, совместно с В. М. Маятом (1912—1913, Москва, Миусская площадь), ныне в составе зданий РГГУ;
- Пристройка к зданию Московского купеческого клуба, совместно с В. М. Маятом (1912—1914, Москва, Малая Дмитровка, 6);
- Проект некрополя Рябушинских, совместно с В. М. Маятом (1913, Москва), не осуществлён;
- Проект загородного дома В. П. Рябушинского под Москвой, совместно с В. М. Маятом (1913);
- Особняк Н. А. Второва, совместно с В. М. Маятом (1913—1915, Москва, Спасопесковская площадь, 10);
- Главный дом и служебные постройки в усадьбе И. В. Морозова «Иславское» (1914, Одинцовский район Московской области, с. Иславское), руинирован после пожара 1998 года[16];
- Особняк К. Ф. Зегера (Зегерта) (1914, Москва, Волоколамское шоссе, 47);
- Особняк (1915, Москва, Космодамианская набережная, 26/55 стр. 7 — Садовническая улица, 55/26)[12];
- Особняк-музей С. П. Рябушинского (А. А. Рябушинской), совместно с В. М. Маятом и В. А. Стромковским (1915—1916, Москва, Вторая улица Ямского Поля, 1), достроен в 1924 году;
- Интерьеры особняка Берга (1910-е, Москва, Денежный переулок, 5)[17];
- Перестройка особняка Берга для театра Е. Б. Вахтангова (нач. XX в., Москва, Арбат, 26), не сохранился[18].

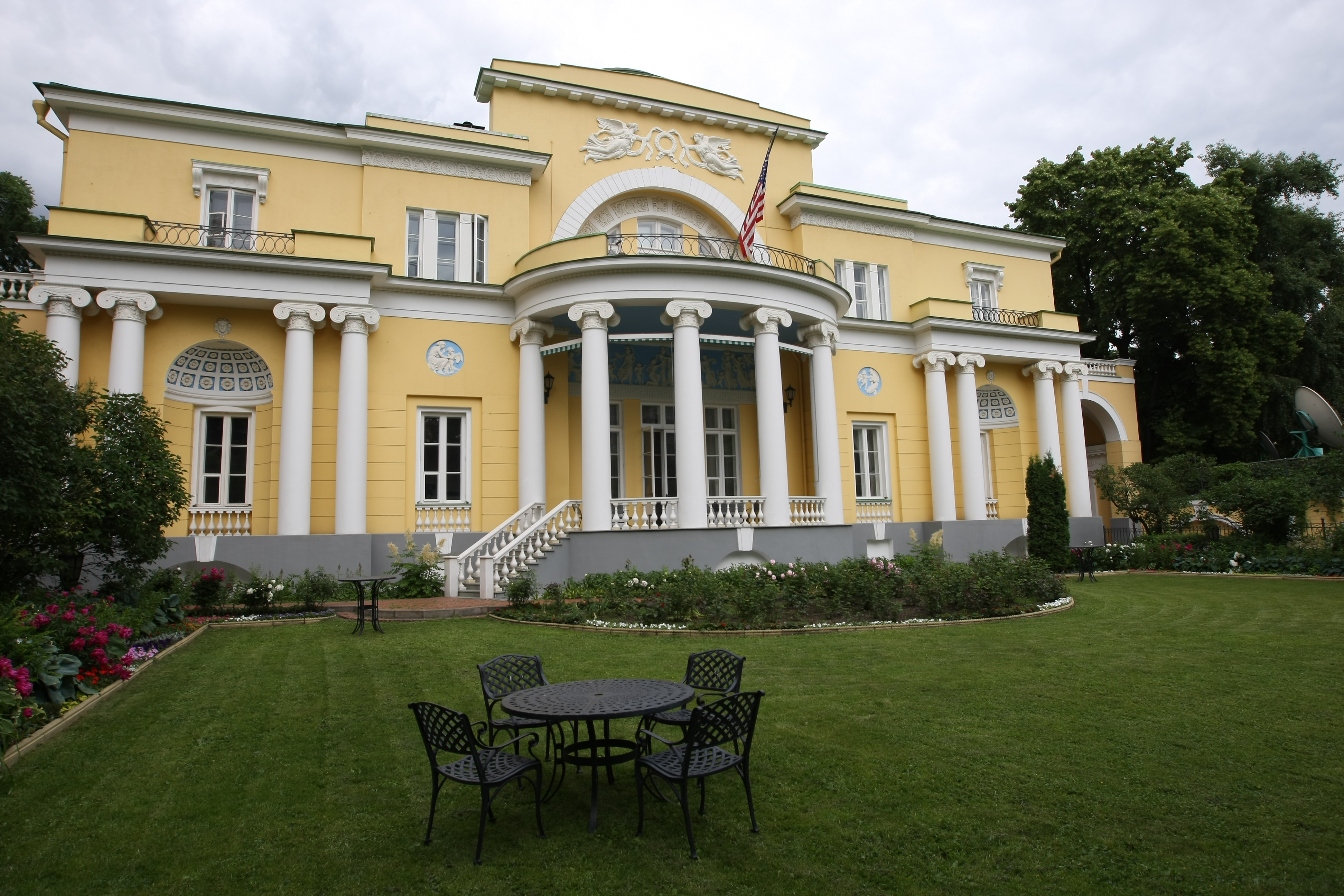
Особняк Н. А. Второва
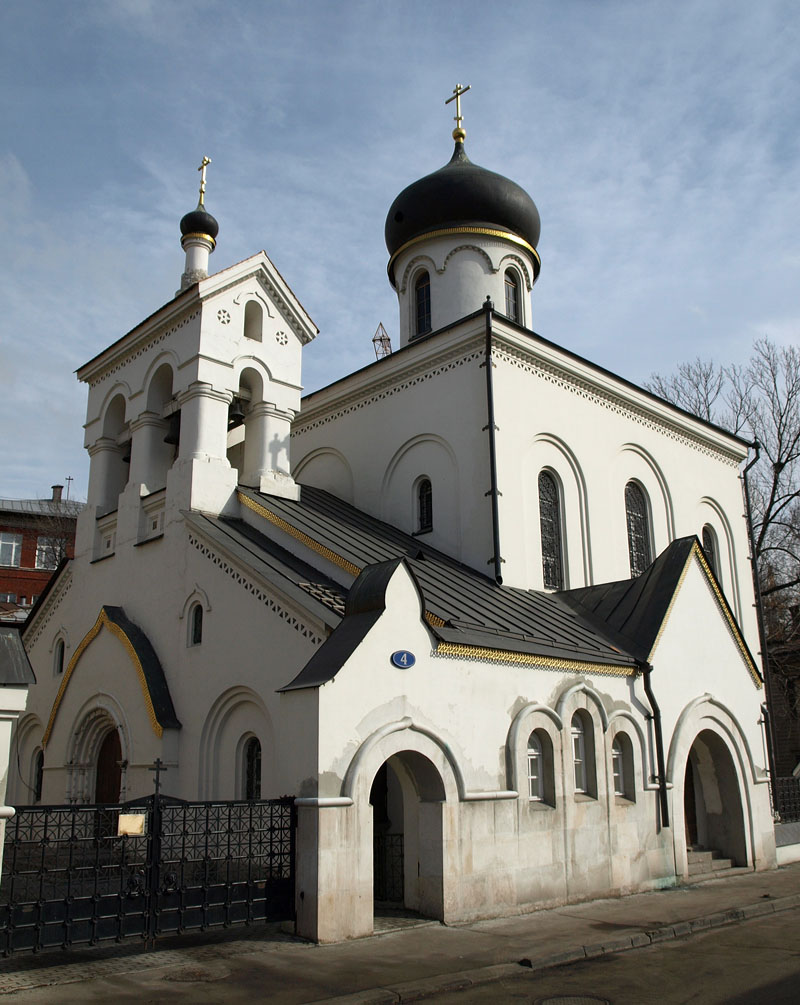
Старообрядческий Храм во имя Покрова Пресвятыя Богородицы
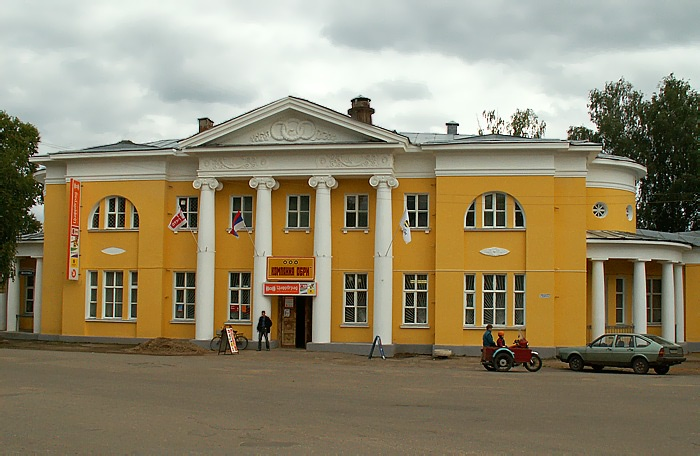
Ясли при фабрике Товарищества Коновалова
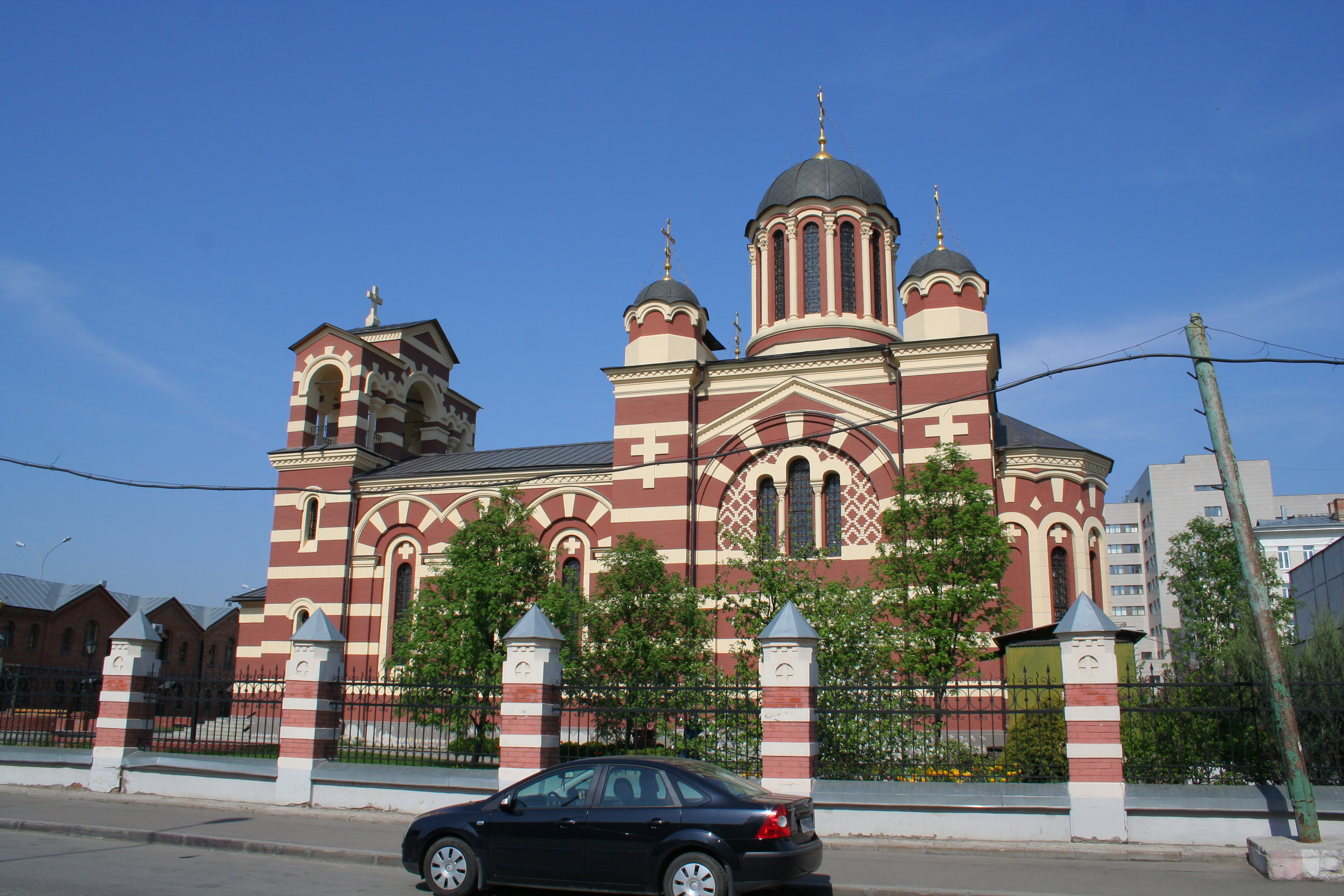
Храм иконы Божией Матери «Отрада и Утешение» на Ходынском поле
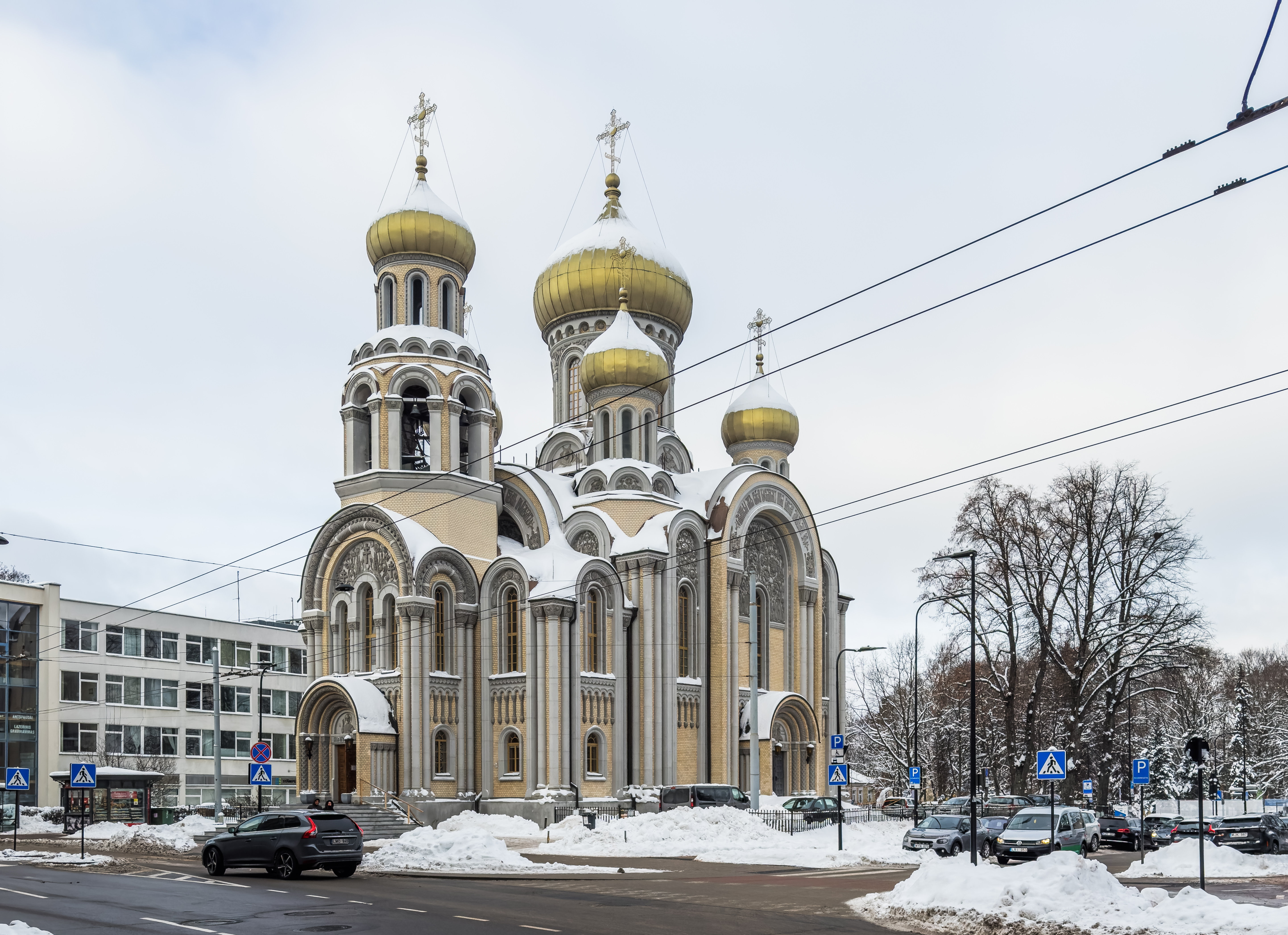
Церковь Святых Константина и Михаила, Вильнюс

### Сноски
1. ↑  Здесь и далее проекты и постройки даны по М. В. Нащокиной и А. Ф. Крашенинникову, с необходимыми дополнениями и уточнениями[9][10].